# Alberto Carnevali
Luis Alberto Carnevali Rangel (Mucurubá, estado Mérida, Venezuela, 28 de septiembre de 1914-San Juan de los Morros, estado Guárico, Venezuela, 20 de mayo de 1953) fue un abogado y político venezolano, miembro fundador de Acción Democrática y de sus antecesores ORVE y Partido Democrático Nacional.

## Biografía

### Familia
Sus padres fueron Tomás Carnevali y de Rita Rangel.

### Vida política y profesional
Estudió Derecho en la Universidad de Los Andes, al tiempo que también militaba en el Partido Democrático Nacional y dirige desde Mérida su periódico clandestino Democracia en 1938. Más adelante, se traslada a la Universidad del Zulia donde estudió Ciencias Políticas y colabora con el diario Panorama redactando los cables de noticias internacionales. Tras el golpe de Estado en Venezuela de 1945 es nombrado gobernador de Mérida y asume el cargo de secretario general del comité ejecutivo nacional de Acción Democrática.
Carnevali logró en el seno de la agrupación socialdemócrata Acción Democrática un importante reconocimiento de los venezolanos de la época, principalmente por ser un dirigente de la resistencia clandestina contra la dictadura del General de División Marcos Pérez Jiménez. Sus seudónimos fueron Alí y Emilio.
Dirigió órganos impresos de divulgación en su estado natal y en otras regiones del país (El Pueblo, Avanzada, El Pueblo Manda), pero su papel dirigente cobraría importancia a partir de 1948 cuando, como secretario general de Acción Democráticay parlamentario le corresponde estar al frente de las filas defensoras del derrocado Gobierno de Rómulo Gallegos el 24 de noviembre de 1948. Por la actividad que desplegó en la clandestinidad en el partido, junto a Leonardo Ruiz Pineda, Antonio Pinto Salinas, Octavio Lepage y otros dirigentes, fue perseguido hasta ser capturado por las fuerzas del régimen militar presidido por Marcos Pérez Jiménez. El 12 de septiembre de 1949 Carnevali, Luis Lander y Luis Augusto Dubuc se exiliaron a México.
Sin embargo, esto no significó el cese de su actividad, a finales de 1950 después de una breve estadía en Nueva York Carnevali regresa de manera clandestina entrando por Trinidad en una minúscula lancha atravesando la  Boca del Dragon y bordeando la costa del norte de Paria hasta llegar a Carúpano; de allí es trasladado a La Guaira por veteranos pescadores militantes de Acción Democráticapara reforzar los comandos de la resistencia en Caracas. Tarea que cumple hasta que nuevamente lo hacen prisionero el 8 de mayo de 1951 y es enviado a la cárcel Modelo, de donde tras sufrir una fractura en la quijada es trasladado al Puesto de Socorro de la esquina de Salas.
El 26 de julio de 1951, tras una acción organizada por militantes de su partido, escapa del Puesto de Socorro. Esta fuga precedida por la del dirigente Cástor Nieves Ríos, Carnevali logra no sólo un gran prestigio dentro de sus compañeros del partido ilegalizado, sino que le asesta un golpe al aparato represor del gobierno representado en la Dirección de Seguridad Nacional dirigido por Jorge Maldonado Parilli. El ministro Luis Llovera Páez le pidió a Parilli que pusiera el cargo a la orden y el 31 de agosto, el señor Pedro Estrada asumía las riendas del organismo policial.

#### Secretario general de Acción Democrática
A Carnevali le correspondió la difícil tarea de sustituir al Secretario General de Acción Democrática Leonardo Ruiz Pineda, luego de haber sido este asesinado por la Dirección de Seguridad Nacional. Desde octubre de 1952 hasta enero de 1953 Carnevali se dedicó a levantarle el ánimo a una organización golpeada por la muerte, prisión y exilio de sus más importantes dirigentes, en unos duros meses en los que el régimen acentúa la represión y se revela abiertamente como dictatorial, cuando decide desconocer el proceso de las elecciones a la Asamblea Nacional Constituyente de Venezuela de 1952 debido al desorden que creaban los partidos en la clandestinidad y emprender un gobierno apoyado por organizaciones políticas legalizadas y con la fuerza militar vigilando de cerca todo movimiento dentro del país.

### Muerte
Las consecutivas dolencias que a su cuerpo le causaba el padecer un agravado cáncer, hicieron mella en su capacidad de movilización. Fue capturado de nuevo y encarcelado en la Penitenciaría General de Venezuela, en San Juan de los Morros. Allí se agravaría su enfermedad, lejos de la ciudad y sin atención médica. Al ser capturado por funcionarios de la Dirección de Seguridad Nacional, su cargo fue ocupado por Antonio Pinto Salinas. Luego de una larga y cruel agonía, falleció, tras las rejas, el 20 de mayo de 1953.